# 締結
| ウィキペディアには「締結」という見出しの百科事典記事はありません（タイトルに「締結」を含むページの一覧/「締結」で始まるページの一覧）。 代わりにウィクショナリーのページ「締結」が役に立つかもしれません。 |